# 住宅正人
住宅 正人（すみたく まさと、1964年2月7日 - ）は日本のちくわ笛奏者、音楽家、エンターテイナー、気象予報士、実業家である。山陽学園大学非常勤講師。株式会社遊座立花屋社長。岡山県岡山市出身。岡山県立岡山大安寺高等学校、岡山大学法学部卒業。

## 来歴
ちくわを使用した「ちくわ笛」の演者。ほかに岡山市役所勤務として3丁目劇場運営協議会夢づくり委員長、岡山市観光協会事務局長、岡山民謡同好会副会長などの要職を歴任した。家業を継ぐために2007年1月19日をもって市役所を退職。
2007年3月16日に倉敷市の美観地区にオープンした桃太郎のからくり博物館の館長となった。
住宅がちくわ笛を演奏する姿はいくつかのテレビ番組で紹介されている。『ザ・ベストハウス123』で、ホーンロックバンド・ピストルバルブとのセッションを行ったこともある。
2008年10月9日告示・26日投票の岡山県知事選に出馬し立候補（理由は、現職石井正弘の4選を阻止するためである）。政党の推薦を受けない無所属での出馬にもかかわらず約31万票を集め、岡山市・倉敷市など都市部の一部では石井の得票を上回るなど健闘を見せたが、約36万8千票を集めた石井の前に一歩及ばず惜敗した。投票用紙には「ちくわ」や「ちくわおじさん」など、ちくわ笛に関する票が多数あったものの全て無効となった。

## 主なオリジナル曲
- センチメンタルちくわ
- SA・WA・RA・JA!
- 地デジでヨイショ

## 主な受賞・表彰
- 民謡おてもやん全国大会 男性部門優勝
- 民謡岡崎五万石全国大会 準優勝

## 主な出演番組

### テレビ
- イブニングDonDon（山陽放送） - 準レギュラー（曜日は不定）出演

#### ゲスト出演
※下記以外にも地元・岡山だけでなく、在京・在阪の単発特番などに数多く出演している。
- うたばん（TBS系）
- 所萬遊記（TBS）
- あらびき団（TBS）
- 笑っていいとも!（フジテレビ系）
- 世界まる見え!テレビ特捜部（日本テレビ系）
- ザ・ワイド（日本テレビ系）
- ニッポン菜発見（テレビ朝日系）
- TVチャンピオン（テレビ東京系）
- きょうの料理（NHK総合）
- どんとこい民謡（NHK総合）
- お昼ですよ!ふれあいホール（NHK総合）
- ザ・ベストハウス123（フジテレビ系）
- HEY!HEY!HEY! MUSIC CHAMP（フジテレビ系）
- 探偵!ナイトスクープ（朝日放送）
- 有吉反省会（日本テレビ系）
- たけしのニッポンのミカタ（テレビ東京系）
- 芸能人格付けチェック（テレビ朝日系）
- ゴリパラ見聞録（フジテレビ系）
- 相席食堂（2021年9月28日 朝日放送テレビ）

### ラジオ
- 田村淳のオールナイトニッポンいいネ!（ニッポン放送）

## 関連人物
- 川下哲史 - 「鳥取大砂丘　自然ふしぎ＆からくり館」プロデューサー